# A bolond repülő
A bolond repülő, eredetileg Plane Crazy egy 1928-as fekete-fehér rajzfilm. Ebben a rajzfilmben jelent meg először Mickey és Minnie egér, és Clarabelle tehén, még Carolyn néven. A rajzfilmben megjelent még az Oswald nyúl-sorozatból ismert Homer macska.

## Cselekmény
A tanyán az állatok repülőt építenek. Mikor elkészül, Mickey egér beleül. Minnie egértől kap egy szerencsepatkót. Felszálláskor Mickey egér majdnem elüti Homer macskát. Minnie egér szerencseajándéka azonban nem segít, mert a repülő irányíthatatlanná válik...

## Érdekességek
- Amikor 1939-ben a BBC csatornán ez a rajzfilm ment, hirtelen megszakadt az adás, és bemondták, hogy elkezdődött a második világháború. Majd mikor a háború véget ért, visszatért az adás és ugyanabban az órában, ugyanott folytatódott a mese, ahol '39-ben megszakították. Ez a világ leghosszabb adásszünete, volt, aki már felnőtt lett, mire láthatta a rajzfilm végét.
- A rajzfilm kapcsán elterjedt egy hoax: egy kép, amin Mickey egér egy How to kill (Hogyan öljünk?) című könyvet lapozgat. Valójában Mickey egy How to fly (Hogyan repüljünk?) című könyvet olvas a rajzfilmben.